# نايجل ستيفنسون
نايجل ستيفنسون (بالإنجليزية: Nigel Stevenson)‏ (2 نوفمبر 1958 بسوانزي في المملكة المتحدة - ) هو لاعب كرة قدم بريطاني في مركز الدفاع. شارك مع منتخب ويلز تحت 21 سنة لكرة القدم ومنتخب ويلز لكرة القدم. أما مع النوادي، فقد لعب مع سوانزي سيتي وكارديف سيتي ونادي باري تاون يونايتد ونادي ريدنغ ونادي سانت إيلي تاون ونادي ميرثير تيدفيل ‏ وMaesteg Park A.F.C. ‏ وهافرفوردويست ‏.

## وصلات خارجية
- نايجل ستيفنسون على موقع قاعدة بيانات كرة القدم.إي يو (الإنجليزية)